# کاتالینو ریبارولا
کاتالینو ریبارولا (انگلیسی: Catalino Rivarola؛ زادهٔ ۳۰ آوریل ۱۹۶۵) یک بازیکن فوتبال اهل پاراگوئه است.
وی همچنین در تیم ملی فوتبال پاراگوئه بازی کرده‌است.